# Jaromír Weinberger
Jaromír Weinberger (Praga, 8 gennaio 1896 – St. Petersburg, 8 agosto 1967) è stato un compositore cecoslovacco naturalizzato statunitense.

## Biografia
Weinberger nacque in Austria-Ungheria da una famiglia di origine ebraica. Ascoltò i canti popolari cechi durante il tempo trascorso nella fattoria dei suoi nonni da giovane. Iniziò a suonare il piano all'età di 5 anni, a comporre e dirigere all'età di 10 anni. Iniziò gli studi musicali con Jaroslav Křička e in seguito tra i suoi insegnanti ci furono Václav Talich e Rudolf Karel. All'età di 14 anni fu accettato al Conservatorio di Praga come studente del secondo anno e qui studiò composizione con Vítězslav Novák e Karel Hoffmeister. Più tardi a Lipsia studiò con Max Reger, che influenzò Weinberger sull'uso del contrappunto. Nel settembre del 1922 Weinberger si trasferì negli Stati Uniti dove ricoprì l'incarico di insegnante alla Cornell University. Tra il 1922 e il 1926 fu professore di composizione presso il Conservatorio di Itaca (ora scuola di musica dell'Ithaca College), New York.
Al suo ritorno in Cecoslovacchia fu nominato direttore del Teatro Nazionale di Bratislava e in seguito ricevette incarichi a Eger, Ungheria e a Praga. Nel 1926 Weinberger completò Schwanda il suonatore di cornamusa (Švanda Dudák), che ebbe molto successo, con migliaia di spettacoli in centinaia di teatri tra cui il Metropolitan Opera di New York. La sua operetta Frühlingsstürme fu rappresentata per la prima volta al Teatro Admiralspalast di Berlino il 19 gennaio 1933 con Jarmila Novotná e Richard Tauber nei ruoli principali. Mary Losseff subentrò alla Novotná a febbraio, ma lo spettacolo fu fatto chiudere dal governo nazista a marzo. Tra le sue successive opere europee figurano Passacaglia per orchestra e organo, Sei danze boeme per violino e pianoforte, l'opera The Outcasts of Poker Flat e il grande oratorio Christmas, sebbene nessuna di queste abbia raggiunto il successo di Schwanda il suonatore di cornamusa.
Nel 1939, dopo lunghi viaggi negli Stati Uniti, a Bratislava e a Vienna, lasciò la Cecoslovacchia per fuggire dai nazisti e si stabilì nello stato di New York, insegnando lì e in Ohio. Scrisse una serie di lavori su commissione di orchestre americane. Divenne cittadino americano nel 1948.
Durante gli anni '50 Weinberger si trasferì a St. Petersburg, in Florida. In seguito sviluppò un cancro al cervello. Questo, insieme alle preoccupazioni per il denaro e al poco interesse che veniva riservato alla sua musica, lo spinse a subire una overdose letale nell'agosto 1967. Sua moglie, Jane Lemberger Weinberger (conosciuta anche come Hansi), morì il 31 luglio 1968.
Nel 2004 il pianista ceco Tomáš Víšek e il violoncellista František Brikcius organizzarono una tournée per celebrare il lavoro di Weinberger.

## Lavori di rilievo
Weinberger compose oltre 100 lavori, tra cui opere, operette, opere corali e opere per orchestra. Tuttavia l'unica che viene ancora rappresentata è l'opera Schwanda il suonatore di cornamusa (Švanda dudák), un successo mondiale dopo la sua prima nel 1927. L'opera è ancora eseguita occasionalmente e la Polka e Fuga dall'opera si possono spesso ascoltare in una versione da concerto. Gli artisti degli studi Walt Disney avevano pensato di trasformarlo in un segmento per Fantasia 2000, ma scelsero invece il Concerto per pianoforte n. 2 in fa maggiore di Šostakovič, nella forma de "Il soldatino di stagno" di Hans Christian Andersen.
Weinberger usava un linguaggio musicale vario. I suoi studi a Praga e Lipsia sottolinearono il suo controllo formale e la sua padronanza contrappuntistica; seguendo l'esempio dei suoi insegnanti, Křička, Novák e Reger, le opere di Weinberger mostrano controllo, ma sono anche giocose. Questa combinazione ha ricevuto sia elogi che critiche.

## Elenco delle opere

### Opera e operetta
- Švanda dudák (Schwanda the Bagpiper), Opera in 2 acts (1926); libretto by Miloš Kareš after Josef Kajetán Tyl
- Milovaný hlas (The Beloved Voice; Die Geliebte Stimme), Opera in 3 acts (1930); libretto by the composer after the 1928 novel by Robert Michel
- Lidé z Pokerflatu (The Outcasts of Poker Flat), Opera (1932); libretto by Miloš Kareš after the 1869 short story by Bret Harte
- Jarní bouře (Spring Storms; Frühlingsstürme), Operetta in 3 acts (1933); libretto by Gustav Beer
- Na růžích ustláno (A Bed of Roses), Operetta (1933); libretto by Bohumír Polách and Jiří Žalman
- Apropó, co dělá Andula? (By the Way, What Is Andula Doing?), Operetta (1934); libretto by Bohumír Polách and Jiří Žalman
- Císař pán na třešních (The Emperor Lord of Cherries), Operetta (1936); libretto by Bohumír Polách and Jiří Žalman
- Valdštejn (Wallenstein), Musical Tragedy (Opera) in 6 scenes (1937); libretto by Miloš Kareš after Friedrich Schiller; German translation by Max Brod

### Palcoscenico
- Únos Evelynion (The Abduction of Evelyne; Die Entführung der Evelyne), Pantomime in 1 act (1915); libretto by František Langer
- Kocourkov (Schilda), Puppet Show (1926); libretto by František Smažík
- Saratoga, Ballet (1941); libretto by the composer

### Orchestra
- Lustspiel (Veseloherní ouvertura), Overture (1914); with popular song "Pepíku, Pepíku" as the main theme
- Three pieces for small orchestra (Tři kusy pro malý orchestr) (1916)
- Don Quijote (1918)
- Scherzo giocoso (1920)
- Kocourov (1923–1924)
- Overture to a Marionette Play (Puppenspiel Ouverture; Předehra k loutkové hře) (1924)
- Polka and Fugue (Polka a fuga z opery Švanda dudák) from the opera Schwanda the Bagpiper (1926, published 1928)
- Furiant (Furiant z opery Švanda dudák) from the opera Schwanda the Bagpiper (1926, published 1931)
- White Mountain Ouverture (Předehra k Bílé hoře) (piano arrangement 1926)
- Dance rondo (Taneční rondo, 1927)
- Vánoce (Christmas; Weihnachten) for orchestra and organ (1929)
- Neckerei for chamber orchestra (1929); also for piano
- 6 Czech Songs and Dances (České písně a tance) (1929); also for violin and piano
- Overture to a Chivalrous Play (Ouverture zum einen ritterlichen Spiel; Předehra k rytířské komedii) (1931)
- Passacaglia for orchestra and organ (UE 1932)
- Chant hébraïque (Canto ebraico; Neima Ivrit; Hebrejský zpěv) (piano reduction 1936)
- Valdštejn (Wallenstein), Suite from the opera (1937)
- Under the Spreading Chestnut Tree (Pod košatým kaštanem), Variations and Fugue on an Old English Tune (1939, revised 1941)
- Legend of Sleepy Hollow, 4 Movements from Washington Irving's Sketch Book (1940)
- Song of the High Seas for chamber orchestra and organ (1940)
- Prelude and Fugue on a Southern Folktune (1940); also known as Prelude and Fugue on "Dixie"
- A Bird's Opera, Symphonic Suite (1940)
- Česká rapsódie (Czech Rhapsody) (1941)
- Lincolnova symfonie (The Lincoln Symphony) (1941)
- Préludes Réligieux et Profanes (1952); composed in 8 parts, part 4 is titled Hymne an St. Wenzeslaus
- Aus Tirol, Folkdance and Fugue (1959)
- A Waltz Overture (1960)

### Concerti per banda
- Homage to the Pioneers, Triumphant March (1940)
- Mississippi Rhapsody (1940)
- Prelude to the Festival, Concert March (1941)
- Afternoon in the Village (1951)

### Concertante
- The Devil on the Belfry for violin and orchestra
- Concerto for Timpani with 4 trumpets and 4 trombones (or 4 trumpets, 3 trombones and tuba) (1939)
- Concerto for alto saxophone and orchestra (1940)
- The Raven for cello, bass clarinet, harp and string orchestra (published 1942)

### Musica da camera
- String Quartet[4]
- Colloque sentimental, Prelude after the Poem by Paul Verlaine for violin and piano (1920)
- Une cantilène jalouse (Žárlivá kantiléna) for violin and piano (1920)
- 3 Pieces (Tři skladby) for violin and piano (1924)
  1. Banjos
  2. Cowboy's Christmas (Cowboyovy Vánoce)
  3. To Nelly Gray (Na Nelly Gray)
- 6 Czech Songs and Dances (České písně a tance) violin and piano (1929); also for orchestra
- 10 Characteristic Solos for snare drum with piano (1939–1941)
- Sonatina for bassoon and piano (1940)
- Sonatina for clarinet and piano (1940)
- Sonatina for flute and piano (1940)
- Sonatina for oboe and piano (1940)
- Der Rabe for cello and piano

### Organo
- Bible Poems (1939)
- Sonata (1941)
- 6 Religious Preludes (1946)
- Meditations, 3 Preludes (1953)
- Dedications, 5 Preludes (1954)

### Pianoforte
- Sonatina (1908)
- Sonata, Op.4 (1915)
- Étude in G major on a Polish Chorale "Z dymem pożarów" (1924; included in the 1942 collaborative album Omaggio a Paderewski)
- Rytiny (Engravings; Gravures), 5 Preludes and Fugues (UE 1924)
- Drei Klavierstücke (Tři klavírní kusy) (1924)
- Spinett-Sonate (Spinet Sonata) (UE 1925)
- Neckerei (1929); also for orchestra
- Dupák, Folk Tune (1941)
- Five-Eighths, Etude (1941)

### Voce
- Hatikvah for voice and piano (1919)
- Písně s průvodem klavíru (Songs with Piano Accompaniment) for low voice and piano (1924)
  1. Má první láska byla Olympia (My First Beloved Was Olympia); words by Miloš Kareš
  2. Rozhovor (Conversation); words by Miloš Kareš
  3. Námořnická; words by the composer
- Psalm 150 for high voice and organ (1940); Biblical text
- The Way to Emmaus for high voice and organ (1940); Biblical text
- Ecclesiastes, Cantata for soprano, baritone, mixed chorus, organ and bells (1946)
- Of Divine Work, Anthem for mixed chorus (1946); Biblical text from Ecclesiastes
- Five Songs from Des Knaben Wunderhorn for soprano and piano (1962)
- Ave, Rhapsody for chorus and orchestra (1962)
- Tři písně (3 Songs) for children's chorus and piano
- Volnost for 4 voices; words by Josef Václav Sládek
- Dvě písně (2 Songs) for voice and piano
  1. Pan Vrchní; words by Pavel Maternov
  2. U Vrátek; words by Josef Václav Sládek